# Bicepspeesreflex
De bicepspeesreflex is een spierrekkingsreflex in de arm, die ontstaat bij het uitvoeren van de bicepspeesreflextest. 

## Onderzoek
De test wordt uitgevoerd met behulp van een reflexhamer. Hiermee wordt snel op de pees van de musculus biceps brachii (de bicepsspier) geklopt, ter hoogte van de fossa cubiti aan de binnenzijde van de elleboog. De onderzoeker legt een vinger op de pees en slaat op de eigen vinger.
De test activeert de spierspoeltjes in de pees van de musculus biceps brachii doordat die wordt uitgetrokken. Deze zenden vervolgens een signaal naar de alfamotoneuronen gelegen in de motorische voorhoorn van het ruggenmerg ter hoogte van de halswervels C5 en gedeeltelijk C6. Dit heeft als resultaat dat er een reflectoire contractie ontstaat van de musculus biceps brachii, wat een lichte flexie van de elleboog veroorzaakt.
Artsen voeren deze test uit om de functie van de C5-reflexboog en in mindere mate die van de C6-reflexboog te testen. Als deze reflex levendiger is dan normaal, kan dit wijzen op een laesie van de centrale motorische zenuwcellen. Deze zenuwcellen remmen normaal gesproken deze reflex. Als de reflex daarentegen zwakker is dan normaal, kan dit wijzen op een laesie van de perifere motorische zenuwcellen. Een verandering in de bicepsreflex wijst op een pathologie op het niveau van C5 of C6 of ergens hoger gelegen in het ruggenmerg of de hersenen.